# 德萊格縣
德萊格縣（西班牙語：Cantón Déleg），是厄瓜多爾的縣份，位於該國中南部，由卡尼亞爾省負責管轄，面積78平方公里，海拔高度2,661米，2001年人口6,221，人口密度每平方公里79.76人。